# دي بارتاي
(حزب العَمل ، وسيادة القانون ، وحماية الحيوان ، وتعزيز النخب و المبادرة الديمقراطية الشعبية ) دي بارتاي (بالعربية: الحزب) أو الحزب (بالألمانية: Die Partei)، هو حزب سياسي ألماني تأسس في عام 2004 من قبل مُحرري المجلة الألمانية الساخرة Titanic . يقودها مارتن سونبورن . في إنتخابات البرلمان الأوروبي لعام 2014 ، فاز الحزب بمقعد واحد، وهي المرة الأولى التي يفوز فيها حزب ساخر بمقعد في البرلمان الأوروبي. مع إنتخابات البرلمان الأوروبي لعام 2019 ، حصل الحزب على المقعد الثاني، الذي شغلُه نيكو سيمسروت .

## اسم
P artei für A rbeit، R echtsstaat، T ierschutz، E litenförderung und basedemokratische I nitiative
("حزب العمل ، سيادة القانون ، حماية الحيوان ، ترقية النخب والمبادرة الشعبية الديمقراطية") هو الاسم الخلفي لـ PARTEI ، الكلمة الألمانية للحزب. إن عبارة ("الحزب") تستحضر أحزابًا شمولية - مثل SED (الحزب الحاكم السابق لألمانيا الشرقية ) أو الحزب النازي - وبالتالي فهي إشارة إلى الطموحات الشمولية ظاهريًا لمؤسسيها بطريقة ساخرة.

## البرنامج
من بين أمور أخرى ، يَسخَر الحزب من الأحزاب الأُخري و تكتيكاتها الإنتخابية، و تشمل أحداثه الساخرة أحيانًا زيارة مؤتمرات الأحزاب الأخرى.
حزب بارتي يُشير إلى نفسه على أنه مأوى للناخبين المتعبين من الأحزاب الأخرى، حيث يعتزم المشاركة في "حملة شعبية" (مُعلنة ذاتياً) تستند إلى ما يلي:
- إعادة بناء جدار برلين والستار الحديدي بين ألمانيا الشرقية و الغربية ، و تحويل ألمانيا الشرقية إلى "منطقة إقتصادية خاصة", " (بالألمانية: Sonderbewirtschaftungszone)‏. تمت الإشارة إلى ألمانيا الشرقية بنفس الإسم المختصر بين عامي 1945 و 1949 عندما أُطلق عليها " (بالألمانية: Sowjetische Besatzungszone)‏ "( منطقة الاحتلال السوفياتي ). تم إستخدام العبارة المذكورة أعلاه للإشارة إلى جمهورية ألمانيا الديمقراطية لسنوات بعد ذلك، و خاصة من قبل السياسيين اليمينيين الذين لم يرغبوا في الإعتراف بوجود ألمانيا الشرقية. حتى أن الحكومة أصدرت كتابًا بعنوان " (بالألمانية: SBZ von A bis Z)‏ "حول الأشياء التي تحدث في ألمانيا الشرقية.
- إصلاح نظام التأمين الصحي.
- تقليل ساعات العمل وإلغاء قوانين هارتز 4 وغيرها من قوانين " نظام شرودر النيوليبرالي " (كبديل لأجندة 2010 )
- مناقشة المصادقة على دستور جديد من قبل الشعب (وفقًا للمادة 146 من الدستور الألماني).

يشرح سونبورن هذا على النحو التالي: "من الأفضل أن نحصل على هذه الأصوات أكثر من حصول النازيين الجدد عليها". من أجل تحقيق الأغلبية، فإن حزب بارتي مستعد لتشكيل ائتلاف مع أي حزب آخر غير الحزب الديمقراطي الحر لأننا "لا نشكل تحالفات مع الأحزاب المزحة".
شكل الحزب "منصة مناهضة للدستور" في محاولة لدفع المكتب الاتحادي لحماية الدستور لمراقبة بارتاي. فشلت المحاولة عندما رفض المكتب الفيدرالي ، واصفًا حزب بارتي بأنه حزب سياسي ت.افه. أهداف البرنامج المناهض للدستور كانت:
- ألغاء الفيدرالية
- شن حرب عدوانية على ليختنشتاين من أجل فرض الديمقراطية وإلغاء العبودية.[9]
- تغيير المادة الأولى من الدستور الألماني ("كرامة الإنسان مصونة") بحيث لا يتمتع الرؤساء التنفيذيون لقنوات تلفزيونية معينة بالكرامة الإنسانية.

وفقًا لحزب البارتاي، فإن الأهداف السياسية مُبالغ فيها؛ من ناحية أخرى، يَعِد حزب البارتاي بنسخة "حديثة" من السياسة - أي أنهم سيستطلعون الرأي العام، و بمجرد وصولهم إلى السلطة ، سيفعلون شيئًا مختلفًا تمامًا.
يصف الحزب نفسه بأنه يساري ويميني في نفس الوقت. فأنه يقول "لا يمكن أن يكون هناك أي شيء ، و لا يجب أن يكون هناك أي شيء، و لن يكون هناك أي شيء علي الطيف السياسي يسارًا أو يميناً للحزب!" (هذه إشارة إلى جملة شهيرة للوزير البافاري فرانز جوزيف شتراوس : "يجب ألا يكون هناك أي حزب أخر أكثر يمينية من حزب الاتحاد الاجتماعي المسيحي". ) نقطة برنامج الحزب الوحيدة التي لا يمكن حتى العثور عليها في برامج الأحزاب الأخرى هي إحياء الجدار الذي كان يقسم ألمانيا الشرقية و الغربية ذات يوم، وهو أمر يرغب فيه، وفقًا لاستطلاعات معينة، حوالي 20 ٪ من جميع الألمان. بالإضافة إلى بعض الحملات الانتخابية الممتعة الأخرى مثل " وحيد القرن للجميع!" ( (بالألمانية: Einhorn für alle)‏.
غالبًا ما يرسم حزب بارتي شعارات أحزاب سياسية أخرى كاريكاتورية للتأكيد على مدى سخافة بعضها.
باستخدام طُرق ساخرة لإدارة الحملات أو صنع السياسة، يسلط البارتاي الضوء على المشكلات في النظام القائم. على سبيل المثال، نجح البارتاي في تنفيذ إصلاحات في تمويل الأحزاب الألمانية من خلال بيع أوراق نقدية بقيمة 100 يورو (و بطاقتان بريديتان) مقابل 105 يورو. يتم تمويل الأحزاب السياسية الألمانية من قبل الحكومة الفيدرالية بناءً على نتائج الانتخابات والتبرعات و أرقام العضوية و الدخل من بيع البضائع (مثل القمصان والملصقات). باع حزب البديل من أجل ألمانيا اليميني المتطرف سبائك الذهب لأعضائه، مستفيدًا من حقيقة أن التمويل في ذلك الوقت كان يعتمد على الإيرادات وليس الربح. أدى هذا إلى زيادة التمويل الفيدرالي لحزب البديل من أجل ألمانيا بشكل كبير. حملة PARTEI "Buy Money!" أدى إلى قرار محكمة ناجح وتغيير في قوانين تمويل الأحزاب ، وسد الثغرة.
على الرغم من بدايته كحزب ساخر بحت يهدف إلى جمع الأصوات الاحتجاجية، فقد تبنى دي بارتاي مُنذ ذلك الحين بعض المواقف السياسية الفعلية، بما في ذلك حماية البيئة، و، والتأييد لأوروبا، وبعضها الآخر وُصف بأنه ذو ميول يسارية. كما تم وصفه بأنه حزب إنساني.